# 小さな親切運動
小さな親切運動（ちいさなしんせつうんどう）は、日本の社会運動。よりよい社会を築くため、誰もが互いに思いやりと親切の心をもって接し、困っている人にはできる範囲で手を差し伸べよう、という「小さな親切」を提唱する活動。この項目では運動主体である公益社団法人「小さな親切」運動本部および、同法人の活動内容について記述する。

## 概要
- 公益社団法人「小さな親切」運動本部
所在地 - 東京都千代田区神田三崎町2-20-4

社団法人として1963年（昭和38年）6月13日に発足。2011年（平成23年）4月1日より公益社団法人。
「小さな親切」を行った個人や団体の表彰のほか、青少年育成事業として作文コンクール・はがきキャンペーン・「日本列島クリーン大作戦」・「日本列島コスモス作戦」などを実施している（後述）。
運営費は会員の寄付によってまかなわれている。会員の種別には個人会員と法人会員があり、個人でも、職場を通じてでも加入できる。

### 歴史
- 1963年3月 - 東京大学卒業式の告辞で、総長であった茅誠司が「小さな親切」の重要性を訴える。その後、実践例が新聞などで報じられ、社会から幅広い共感が寄せられる。
- 1963年6月13日 - 社団法人「小さな親切」運動本部設立。茅が初代代表に就任し、以後23年間同職を務める。
- 1994年 - 第3代代表として元東京大学総長の森亘が就任。
- 2004年 - 第5代代表として元駐ハンガリー大使の田中義具が就任。
- 2014年 - 第6代代表として元文部科学大臣の鈴木恒夫が就任（現職）。

## 活動内容
- 日常生活における「親切な行動」の実践を重視し、親切な行動を行った個人や団体へ、運動本部代表より、親切な行為をたたえ、感謝の気持ちとその心を持ち続けてほしいという願いをこめ、表彰状および実行章（後述）を贈呈する。
- すべての人を対象にした「小さな親切」はがきキャンペーン（後援は日本郵便、読売新聞社）の主催
- 全国の小中学校を対象とした作文コンクール（後援は内閣府、文部科学省、NHK、毎日新聞社）の主催
- 環境美化運動
- 車椅子贈呈運動
- 1999年度から、「『小さな親切』運動実践協力校」制度を開始。現在[いつ?]141校が加盟。協力各校の児童・生徒は、以下の各種事業の中から自由に選択して活動する（事業の選択は学校に一任している）。期間は約2年。
  - 上記はがきキャンペーンおよび作文コンクールの提出
  - あいさつを通じて子どもたちの心づくりを推進する「あいさつ運動推進校」の実施
  - 募金活動
  - 地域清掃活動
- これらの活動を海外にも広める。

### 表彰
毎月25日、一般国民からの推薦と運動本部の審査を経て、運動本部から表彰状とともに「実行章」が贈られる。全国33道府県の本部から贈られる場合と、道府県本部のない地域において運動本部から贈呈される場合とがある。毎月の授章のほか、毎年秋には東京都内で全国表彰式が開催される。
実行章の受賞内容は、清掃・花植えなどの環境美化活動、高齢者への援助、事件・事故への迅速な対処など、さまざまである。
表彰状は推薦を受けた回数だけ授与されるが、実行章は2016年度から希望者へ有償で授与する方式となった。